# The Power of Love (chanson de Jennifer Rush)
Pour les articles homonymes, voir The Power of Love.
The Power of Love est une chanson écrite et composée par Gunther Mende (de), Candy DeRouge, Jennifer Rush et Mary Susan Applegate (en). Elle est enregistrée pour la première fois en 1984 par la chanteuse américaine Jennifer Rush. Le titre remporte un vif succès au Royaume-Uni en 1985 avant de devenir un tube international.
Reprise plusieurs fois comme par le groupe australien Air Supply en 1985 et la chanteuse américaine Laura Branigan en 1987, notamment, la chanson connaît de nouveau un succès à l'échelle mondiale en 1993 grâce à la version de Céline Dion.

## Version originale de Jennifer Rush
Singles de Jennifer Rush
Ring of Ice
(1984) Destiny
(1985)
C'est en Allemagne, où elle vit, que Jennifer Rush enregistre la chanson en 1984. Elle sort en single au mois de décembre aux États-Unis comme premier extrait de l'album Jennifer Rush. Elle sort ensuite en Europe en 1985.
The Power of Love devient un tube au Royaume-Uni durant l'été 1985, se classant en tête des ventes et réalisant la meilleure vente de singles de l'année. Le single s'est écoulé dans ce pays à 1 400 000 exemplaires. Il connaît ensuite un succès international, se classant en tête des ventes dans plusieurs pays.
Jennifer Rush a enregistré une version en espagnol intitulée Si tu eres mi hombre y yo tu mujer

### Liste des titres
- 45 tours (Royaume-Uni, Australie)
  1. The Power of Love - 6:00
  2. I See a Shadow (Not a Fantasy) - 4:20
- 45 tours (Europe)
  1. The Power of Love (Orchestral Remix) - 6:00
  2. I See a Shadow (Not a Fantasy) - 4:20
- 45 tours (Amérique du Nord, Royaume-Uni)
  1. The Power of Love (Remix) - 4:20
  2. I See a Shadow (Not a Fantasy) - 4:20
- Maxi 45 tours (Europe)
  1. The Power of Love (Orchestral Remix) - 6:00
  2. Nobody Move - 3:12
  3. Into My Dreams - 4:00
- Maxi 45 tours (Royaume-Uni)
  1. The Power of Love (Extended Remix) - 7:10
  2. Come Give Me Your Hand - 3:49
  3. I See a Shadow (Not a Fantasy) - 4:20

### Classements et certifications
| Classement (1985/1986)                 | Meilleure position |
| -------------------------------------- | ------------------ |
| Afrique du Sud (Springbok Radio)       | 1                  |
| Allemagne (GfK Entertainment)          | 9                  |
| Australie (Kent Music Report)          | 1                  |
| Autriche (Ö3 Austria Top 40)           | 1                  |
| Belgique (Flandre Ultratop 50 Singles) | 3                  |
| Canada (RPM 100 Singles)               | 1                  |
| Canada (RPM Adult Contemporary)        | 1                  |
| États-Unis (Billboard Hot 100)         | 57                 |
| France (SNEP)                          | 32                 |
| Irlande (IRMA)                         | 1                  |
| Norvège (VG-lista)                     | 1                  |
| Nouvelle-Zélande (RMNZ)                | 1                  |
| Pays-Bas (Single Top 100)              | 4                  |
| Royaume-Uni (UK Singles Chart)         | 1                  |
| Suède (Sverigetopplistan)              | 3                  |
| Suisse (Schweizer Hitparade)           | 3                  |

| Pays                  | Certification | Date       | Unités certifiées |
| --------------------- | ------------- | ---------- | ----------------- |
| Canada (Music Canada) | Or            | 30/05/1986 | 50 000            |
| Royaume-Uni (BPI)     | Platine       | 01/11/1985 | 1 000 000         |

## Version de Céline Dion
Singles de Céline Dion
When I Fall in Love
(1993) Misled
(1994)
Pistes de The Colour of My Love
Misled
The Power of Love interprétée par Céline Dion figure sur son l'album The Colour of My Love. Elle sort comme 1er single de l'album en Amérique du Nord le 1er novembre 1993, au Japon en décembre 1993, et en 1994 dans le reste du monde.

### Succès
La chanson est un énorme succès international. Aux États-Unis, elle entre en 90e position dans le Billboard Hot 100 en novembre 1993 et arrive, 10 semaines plus tard, en 1re position, y restant pendant 4 semaines. Il s'agit de son premier numéro 1 dans ce pays. Au Canada, elle connait le même sort. La chanson débute en 23e position, atteint 4 semaines plus tard la 1re position qu'elle occupe pendant 12 semaines et passe en tout 70 semaines dans les charts. En Australie, la chanson débute en février 1994 en 56e position avant d'atteindre la 1re position en avril 1994 (une semaine seulement), passant 24 semaines au palmarès. Au Royaume-Uni, la chanson débute en 20e position et sera en 4e position deux semaines plus tard. La chanson sera également au top 10 dans les pays suivants : France, Suède, Belgique et Nouvelle-Zélande.
The Power of Love est devenue une chanson phare de Céline Dion qui l'interprète très souvent sur scène. Elle apparaît systématiquement dans les albums live et les compilations de la chanteuse.
Il arrive que les médias citent la version de Céline Dion comme étant l'originale,.
Il est à noter qu'il s'agit de la deuxième chanson de Jennifer Rush que Céline Dion reprend. La première est la chanson Higher Ground, adaptée en français sous le titre Plus haut que moi, et interprétée en duo avec Mario Pelchat.

### Clip
Le vidéoclip, réalisé par Randee St. Nicholas et tournée le 6 novembre 1993, est dévoilé durant novembre 1993. Il sera inclus sur le DVD All The Way... A Decade of Song & Video.

### Distinctions
La chanson est nommée plusieurs fois: Grammy Award de la meilleure chanteuse pop, Chanson favorite pop/rock aux American Music Awards, Meilleure chanson du Hot 100 aux Billboard Music Awards, Single de l'année pour le Prix Juno,,,.

### Classements et certifications
| Classement (1993-1994)                     | Meilleure Position |
| ------------------------------------------ | ------------------ |
| Allemagne (GfK Entertainment)              | 57                 |
| Australie (ARIA)                           | 1                  |
| Belgique (Flandre Ultratop 50 Singles)     | 5                  |
| Canada (RPM 100 Singles)                   | 1                  |
| Canada (RPM Adult Contemporary)            | 1                  |
| États-Unis (Billboard Hot 100)             | 1                  |
| États-Unis (Hot Adult Contemporary Tracks) | 1                  |
| France (SNEP)                              | 3                  |
| Irlande (IRMA)                             | 13                 |
| Nouvelle-Zélande (RMNZ)                    | 7                  |
| Pays-Bas (Single Top 100)                  | 22                 |
| Royaume-Uni (UK Singles Chart)             | 4                  |
| Suède (Sverigetopplistan)                  | 6                  |

| Pays              | Certification | Date       | Unités certifiées |
| ----------------- | ------------- | ---------- | ----------------- |
| Australie (ARIA)  | Platine       | ?          | 70 000            |
| Danemark (IFPI)   | Or            | 03/2023    | 45 000            |
| France (SNEP)     | Or            | 27/10/1994 | 250 000           |
| États-Unis (RIAA) | Platine       | 08/04/1994 | 1 000 000         |
| Royaume-Uni (BPI) | Or            | 03/06/2022 | 400 000           |

## Autres versions
Quelques artistes ayant repris la chanson :
- Air Supply (1985) sous le titre The Power of Love (You Are My Lady), 35e au Canada, 21e en Nouvelle-Zélande et 68e aux États-Unis[48],[49],[50].
- The Shadows (1986)
- Nana Mouskouri (1987)
- Laura Branigan (1987) 26e aux États-Unis[51].
- Richard Clayderman (1988)
- James Last (1988)
- Shirley Bassey (1991)
- Martine Chevrier (1992)
- Michael Crawford (1993)
- Andrea Bocelli (1995)
- David Osborne (1998)
- Helene Fischer (2011)

Elle a également été adaptée dans plusieurs langues : 
- En espagnol sous le titre Si tu eres mi hombre y yo tu mujer par Luis Gómez Escolar et interprétée par Jennifer Rush
- En allemand sous le titre Ich suche nach Liebe par Bernd Meinunger et Nino de Angelo
- En néerlandais sous le titre Land van ons twee par Erik Van Neygen et Marc Van Caelenberg
- En français sous le titre Je saurai t'aimer par Philippe Swan, interprétée par Mélanie Cohl puis par Lisa Angell
- En portugais sous le titre O Amor e o Poder par Cláudio Rabelo, interprétée par Rosanah Fienngo